# Jesús del Muro
Jesús del Muro (Guadalajara, 30 novembre 1937 – Città del Messico, 3 ottobre 2022) è stato un calciatore e allenatore di calcio messicano, di ruolo centrocampista.